# کونکوش (لیما)
کونکوش (به اسپانیایی: Kunkush) یک کوه در پرو است که در Peru, Lima Region واقع شده‌است. کونکوش ۴٬۸۰۰ متر بالاتر از سطح دریا واقع شده‌است.